# جون فو
جون فو (بالإنجليزية: Jon Foo)‏ إسمه الحقيقي جوناثان باتريك فو (بالإنجليزية: Jonathan Patrick Foo)‏ هو ممثل ومقاتل فنون قتالية مختلطة ومؤدي مشاهد خطيرة إنجليزي من أصل صيني أيرلندي ولد في يوم 30 أكتوبر 1982 في مدينة لندن عاصمة إنجلترا والمملكة المتحدة.

## النشأة
ولد جون فو في لندن لأب صيني من سنغافورة وأم أيرلندية من إنجلترا، لديه 3 أخوات واحدة منهن شقيقته والأخرتين أختيه غير الشقيقتين من أبوه، أبوه كان ممارس للكاراتيه ووالدته ممارسة جودو، في عمر ال8 سنوات بدأ بتعلم الكونغ فو وفي عمر ال15 بدأ بتعلم الووشو وحالياً يعيش في لوس أنجلوس.

## مسيرته المهنية
بعد أن أصبح محترف في رياضة الووشو بدأ بالعمل في التمثيل والأداء الصوتي، في 2005 مثل في فيلم توم يوم غونغ ومثل أيضاً في فيلم بداية باتمان ومنزل الغضب ورحل للموت حيث كان يؤدي أدوار الفنون القتالية، في 2010 لعب دور جين كازاما في فيلم تيكن، كما لعب دور ريو في الفيلم القصير ستريت فايتر: ليغاسي.
مثل أيضاً في 2010 في فيلم يونيفرسال سولجر: ريجينيرايشن مع جان كلود فان دام ومثل أيضاً في فيلم كرة السلة فايربول بيغنز وفيلم فايربول في 2009 وفيلم بانكوك ريفينج، مثل أيضاً مع دومينيك بورسيل في فيلم فايكنغدوم ومع داني غلوفر في إكستراكشن ومثل دور البطولة في مسلسل روش هاور (بنفس دور جاكي شان الذي لعبه في سلسلة الأفلام).

## الأعمال
- تيكن 2010
- سقوط البيت الأبيض 2013

## وصلات خارجية
- جون فو على موقع IMDb (الإنجليزية)
- جون فو على موقع ألو سيني (الفرنسية)
- جون فو على موقع أول موفي (الإنجليزية)
- جون فو على موقع قاعدة بيانات الفيلم (الإنجليزية)
- جون فو على موقع كينوبويسك (الروسية)

- جون فو على قاعدة بيانات الأفلام على الإنترنت
- الحساب الرسمي على فيسبوك